# GG Bond 2
GG Bond 2 (Mandarim: 猪猪侠之勇闯巨人岛) é um filme de animação e de comédia chinesa, dirigido por Gu Zhibin e Lu Jinming.  O filme é parte de GG Bond 1, seguido de  GG Bond Hatching (2012), sequência de GG Bond Movie: Ultimate Battle (2015).

## Elenco
- Lu Shuang
- Zu Qing
- Chen Zhirong
- Xu Jingwei

## Orçamento
A comédia teve o seu orçamento de 67 milhões de dólares  na China.